# Zhiriátino
Zhiriátino (ruso: Жиря́тино) es un asentamiento rural y pueblo (seló) de Rusia, capital del raión homónimo en la óblast de Briansk.
En 2021, el territorio del asentamiento tenía una población de 4226 habitantes, de los cuales 2501 vivían en el propio pueblo y el resto repartidos en diecinueve pedanías, de las que solamente seis superan los cien habitantes: Stároye Káplino (476 habitantes), Komiáguino (350 habitantes), Savlukovo (302 habitantes), Nóvoye Káplino (237 habitantes), Strashevichi (123 habitantes) y Zaréchnaya (118 habitantes).
Se ubica unos 40 km al oeste de la capital regional Briansk, con la cual el pueblo está conectado a través de dos caminos rurales.

## Historia
Se conoce la existencia del pueblo en documentos desde 1494, cuando se menciona en una carta del boyardo de Briansk al gran duque Alejandro I Jagellón. En el siglo XVII ya era un pueblo de notable tamaño, pues contaba con dos iglesias. La Unión Soviética le dio el estatus de capital distrital en 1929, aunque en dos períodos (1932-1939 y 1957-1985) pasó a formar parte del raión de Briansk.